# You Are We
You Are We — третий студийный альбом британской металкор-группы While She Sleeps. Он был выпущен 21 апреля 2017 года на своём независимом лейбле группы Sleeps Brothers, профинансирован альбом через платформу PledgeMusic. Релиз прошёл в сотрудничестве с SharpTone Records, Arising Empire и UNFD. Продюсерами альбома выступили сами участники группы и Карл Баун.

## История
В начале 2016 года группа сообщила, что приступила к записи своего третьего студийного альбома. 29 июля они объявили, что запись альбома началась в их недавно построенной студии. 4 сентября группа представила первый сингл под названием «Civil Isolation», а 12 сентября запустила предзаказы и кампанию PledgeMusic для альбома. Также 12 сентября они расстались со своим рекорд-лейблом. Второй сингл, «Hurricane», был выпущен 20 ноября, вместе с объявлением названия и даты выхода альбома. В тот же день группа объявила о подписании контракта с австралийским независимым лейблом UNFD.
20 января 2017 года группа выпустила третий сингл и заглавный трек «You Are We». 23 февраля группа выпустила песню «Silence Speaks» с участием Оливера Сайкса, вокалиста британской рок-группы Bring Me the Horizon. В апреле 2017 года группа отправилась в месячный тур по Великобритании и Ирландии. 17 апреля, за четыре дня до выхода альбома, группа выпустила пятый сингл «Feel». 2 мая 2018 года группа объявила о выходе делюкс-издания альбома You Are We, намеченного на 20 июля 2018 года, в которое войдут не реализованные и не вышедшие ранее материалы, демо-записи и концертные треки с их стриптиз-шоу в церкви Сент-Панкрас в сентябре 2017 года.

## Отзывы
| Совокупная оценка | Совокупная оценка |
| Источник          | Оценка            |
| ----------------- | ----------------- |
| Metacritic        | 84/100            |
| Оценки критиков   |                   |
| Источник          | Оценка            |
| Dead Press!       | [ 10 ]            |
| Metal Hammer      | [ 11 ]            |
| NME               | [ 12 ]            |
| Rock Sound        | [ 13 ]            |

Альбом получил положительные отзывы музыкальной критики и интернет-изданий. На интернет-агрегаторе Metacritic, который присваивает нормализованный рейтинг из 100 баллов по рецензиям основных изданий, альбом получил средний балл 84, основанный на четырёх профессиональных рецензиях, что означает «всеобщее признание». В Metal Hammer отметили, что «Как и в лучших их работах, здесь есть водоворот риффов, которые крутятся и вертятся на полной скорости, вокал, раздирающий горло, и продюсерская работа, грубоватая, сырая и грязная. Это воплощение их панк-роковых корней. Однако заметно, что гитарист Мэт Уэлш все чаще использует более мелодичные вокальные ходы».
В New Musical Express написали, что «…хотя для того, чтобы выпустить их третью пластинку, потребовалось время и краудфандинг, она стоила каждого с таким трудом выигранного момента — потому что она просто великолепна», и добавили: «Продюсерские ценности на You Are We совершенны».

## Список композиций
| №                   | Название                                                              | Длительность |
| ------------------- | --------------------------------------------------------------------- | ------------ |
| 1.                  | «You Are We»                                                          | 4:47         |
| 2.                  | «Steal the Sun»                                                       | 4:37         |
| 3.                  | «Feel»                                                                | 4:39         |
| 4.                  | «Empire of Silence»                                                   | 4:23         |
| 5.                  | «Wide Awake»                                                          | 5:04         |
| 6.                  | «Silence Speaks» (при участии Оливера Сайкса из Bring Me the Horizon) | 4:55         |
| 7.                  | «Settle Down Society»                                                 | 4:56         |
| 8.                  | «Hurricane»                                                           | 4:43         |
| 9.                  | «Revolt»                                                              | 3:57         |
| 10.                 | «Civil Isolation»                                                     | 4:22         |
| 11.                 | «In Another Now»                                                      | 4:35         |
| Общая длительность: | Общая длительность:                                                   | 51:03        |

| №                   | Название                                            | Длительность |
| ------------------- | --------------------------------------------------- | ------------ |
| 12.                 | «Feel» (альтернативная концертная версия)           | 4:30         |
| 13.                 | «Silence Speaks» (альтернативная концертная версия) | 5:51         |
| 14.                 | «Hurricane» (альтернативная концертная версия)      | 5:21         |
| 15.                 | «Civil Isolation» (демо)                            | 4:26         |
| 16.                 | «Feel» (демо)                                       | 4:53         |
| 17.                 | «Fear in Change» (инструментальное демо)            | 3:14         |
| 18.                 | «I Am While She Sleeps»                             | 3:28         |
| 19.                 | «Lost Ideas»                                        | 8:12         |
| Общая длительность: | Общая длительность:                                 | 1:30:58      |

Примечания
- Все названия треков стилизованы под заглавные буквы.

## Участники записи
По данным Discogs..
- Лоуренс «Лоз» Тейлор — вокал
- Шон Лонг — лид-гитара, бэк-вокал
- Мэт Уэлш — ритм-гитара, вокал, фортепиано
- Ааран Маккензи — бас-гитара, бэк-вокал
- Адам «Сэв» Сэвидж — ударные, перкуссия

## Чарты
| Чарт (2017)                                   | Высшая позиция |
| --------------------------------------------- | -------------- |
| Австралия (ARIA)                              | 26             |
| Австрия (Ö3 Austria)                          | 16             |
| Бельгия/Фландрия (Ultratop)                   | 31             |
| Бельгия/Валлония (Ultratop)                   | 111            |
| Германия (Offizielle Top 100)                 | 15             |
| Шотландия (Scottish Albums Chart)             | 14             |
| Швейцария (Schweizer Hitparade)               | 31             |
| Великобритания (UK Albums Chart)              | 8              |
| Великобритания (UK Independent Albums Chart)  | 3              |
| Великобритания (UK Rock & Metal Albums Chart) | 1              |
| США (Billboard Top Hard Rock Albums)          | 20             |
| США (Billboard Top Heatseekers Albums)        | 5              |